# Socket sTR5
Le socket sTR5 est un socket de processeur LGA (Land Grid Array) conçu par AMD. Il prend en charge la gamme de processeurs Ryzen Threadripper 7000 basée sur Zen 4, lancée en novembre 2023.

## Détails
Le sTR5 est un socket pour les gammes de processeurs pour PC de bureau haut de gamme (HEDT) Ryzen Threadripper et pour stations de travail Ryzen Threadripper Pro. Ceci est différent des générations précédentes (séries 3000 et 5000) de processeurs Ryzen Threadripper / Threadripper Pro, qui utilisaient des sockets différents, le sTRX4 et le sWRX8 respectivement.
Le socket sTR5 dispose de deux chipsets : le TRX50 pour les systèmes HEDT grand public et le WRX90 pour les stations de travail professionnelles. Le TRX50 prend en charge les modèles de processeurs Threadripper et Threadripper PRO, tandis que le WRX90 ne prend en charge que les modèles Threadripper PRO.
Le socket sTR5 prend en charge la mémoire DDR5, ECC, RDIMM et le PCIe 5.0. Il ne prend pas en charge les modules DIMM non enregistrés (UDIMM), la RAM non ECC ou la DDR4. Le nombre maximal de canaux de mémoire est de 8 et le nombre maximal de voies PCIe 5.0 est de 128 avec un processeur Threadripper PRO et une carte mère WRX90.